# Serra d'Entreperes
La Serra d'Entreperes és una serra situada al municipi de Sales de Llierca a la comarca de la Garrotxa, amb una elevació màxima de 1.087 metres.